# Star Stable Entertainment
Star Stable Entertainment AB est un développeur de jeux suédois basé à Stockholm. La société a été fondée en 2010 et est principalement associée au jeu de chevaux Star Stable Online .

## Histoire de l'entreprise
La société a été fondée en 2010 par Ola Ahlvarsson et Johan Edfelt, alors sous le nom de World of Horsecraft. En 2011, Star Stable Online a été lancé, un jeu en ligne destiné aux jeunes filles.
En 2015, Star Stable Entertainment AB a acquis le studio de développement Pixel Tales, qui jusque-là travaillait au développement de Star Stable Online sous licence. La même année, le financier Claes-Henrik Julander a investi 10 millions de couronnes suédoises dans l'entreprise, qui a emménagé dans le hub de startups Epicenter à Stockholm. En 2016, Julander a également pris la présidence.

## Jeu
Star Stable Online pour PC et Mac est l'activité principale de Star Stable Entertainment. En novembre 2017, le jeu comptait un demi-million de joueurs actifs chaque mois, selon la directrice marketing de la société, Taina Malén.
En août 2016, Star Stable Friends est sorti pour iOS et Android, un complément à Star Stable Online où le joueur peut rester en contact avec ses amis et recevoir des nouvelles du jeu. En janvier 2017, est apparue Star Stable Horses, une application où le joueur élève un poulain qui peut ensuite être transféré sur Star Stable Online.
Le 24 septembre 2020, Star Stable Entertainment lance une beta fermée de Star Stable Mobile en Australie, le jeu identique que l'on connait sur ordinateur, disponible sur iOS. Petit à petit, le jeu a été ouvert à d'autres pays, pour finir par être accessible à tous les utilisateurs en 2021. Depuis le 11 octobre 2023, le jeu est disponible en version mobile sur Android.
Le jeu consiste à poursuivre l'aventure d'une jeune fille qui arrive à Jorvik, une île magique, pour une colonie. Vous y découvrirez des quêtes, des missions dont vous serez le héros.